# قسم الانحفاظ
قسمُ الانحفاظِ (بالإنجليزية: Department of Conservation؛ اختصارًا DOC)‏؛ هي إدارةُ الخدمة العامَّة في نيوزيلندا المُكلفة بِالانحفاظ على التُّراث الطَّبيعي والتَّاريخي لِنيوزيلندا.
تُوفَّرُ هيئةٌ استشاريَّةٌ، وهي هيئة الانحفاظ النيوزيلندية (NZCA) لِتقديم المشورة إلى القسم ورُئسائه. بالإضافة إلى وجود 15 لوحة حماية لمناطق مُختلفة في جميع أنحاء البلاد توفر التفاعل بين القسم والجمهور.

## قائمة إداريي القسم
إداريُّو قسم الانحفاظ (الرُّئَساء التَّنفيذيُّون) هُم:
| ت. | الاسم(1)          | الصُّورة | مُدَّة الوظيفة | مُدَّة الوظيفة |
| -- | ----------------- | ------ | ----------- | ----------- |
| 1  | Ken Piddington    |        | أبريل 1987  | مارس 1988   |
| -  | Peter Bygate مؤقت |        | مارس 1988   | أغسطس 1988  |
| 2  | David McDowell    |        | أغسطس 1988  | أكتوبر 1989 |
| -  | Peter Bygate مؤقت |        | نوفمبر 1989 | فبراير 1990 |
| 3  | Bill Mansfield    |        | فبراير 1990 | مايو 1997   |
| 4  | Hugh Logan        |        | مايو 1997   | مايو 2006   |
| 5  | Al Morrison       |        | نوفمبر 2006 | سبتمبر 2013 |
| 6  | Lou Sanson        |        | سبتمبر 2013 | سبتمبر 2021 |
| -  | Bruce Parkes مؤقت |        | سبتمبر 2021 | نوفمبر 2021 |
| 7  | Penny Nelson      |        | نوفمبر 2021 | الآن        |

## حواشٍ
- 1 الأسماء بِاللُّغةِ العربيَّةِ: كين بيدنغتون؛ بيتر بيكات؛ ديفيد ماكدويل؛ بيل مانسفيلد؛ هيو لوغان؛ آل موريسون؛ لويس سانسون؛ بروس باركس؛ بيني نيلسون.